# On ne devrait pas exister

## Sinópse
Herve é uma estrela da indústria pornô. Exausto de viver no limite, ele decide tirar o traje de Condoman e mudar radicalmente a sua vida para o cinema mainstream. Quando ele entra em um mundo totalmente novo, ele enfrenta a rejeição de todas as direções. Não obstante a sua forte vontade de entender as regras do jogo leva a LZA.

## Elenco
- Hervé P. Gustave - Hervé (as HPG)
- Elsa Steyaert -  LZA
- Benoît Fournier -  Benoît
- Jean-Claude Joerger - Julius
- Marie-T. Picou - Marie-T
- Margaret Zenou - Margaret
- Marilou Berry - Marilou
- Rachida Brakni - Rachida
- Bertrand Bonello - Bertrand

Outros atores
- Pierre Antoine
- François Baillon
- Chritti Bassong
- Gaëlle Bourgeois
- Rémy D'Arcangelo
- Claire Delaunay